# Joska Pilissy
Joska Pilissy (né József Pilissy le 8 septembre 1938 à Nagykáta en Hongrie et mort le 18 août 2010) est un réalisateur et scénariste français d'origine hongroise.

## Biographie
Joska Pilissy a été l'assistant de Miklós Jancsó et de Claude Chabrol. Son unique long métrage, Le Guépiot (1981), avec la jeune Emilie Mongenet, Bernard Fresson et Evelyne Dress dans les rôles principaux, est une adaptation du livre autobiographique de Viviane Villamont paru en 1979.

## Filmographie
- 1981 : Le Guépiot